# 南开大学经济研究所
南开大学经济研究所（英語：Nankai Institute of Economics，缩写：NKIE），简称南开经研所，1927年由何廉倡议、张伯苓支持下创办，初名南开大学社会经济研究委员会。1931年，更名为南开大学经济研究所，并将建所的宗旨确立为“知中国，服务中国”。该机构在中国较早的开展了系统性的社会调查工作，自1927年编的南开价格指数是研究当时中国经济的重要参考指标，也是中国首个物价指数，具有较高影响力和学术价值。南开大学经济研究所曾与《大公报》合作主办学术专刊《大公报·经济周刊》定期发布经济数据及学术论文，主持出版《南开指数》《南开经济与社会季刊》《世纪评论》《经济评论》等中英文学术期刊，翻译了多部经济学著作引入中国，以西方经济学理论和统计学方法研究中国社会经济问题，初步促进了中国经济学的本土化，在南开大学招收和培养了中国最早的一批经济学研究生，形成了民国时期经济学研究中的南开学派，是公认的民国时期研究中国经济的权威机构。
南开大学经济研究所历经战乱南迁、院系调整和文革期间两次调整和恢复，其下辖的研究室逐渐壮大并派生出南开大学交通经济研究所、国际经济研究所、城市与区域经济研究所和数量经济研究所等多个经济领域学术研究机构。目前，南开大学经济研究所位于天津市南开区南开大学八里台校区内，挂靠于南开大学经济学院，是南开大学重要的学术研究机构。

## 历史沿革

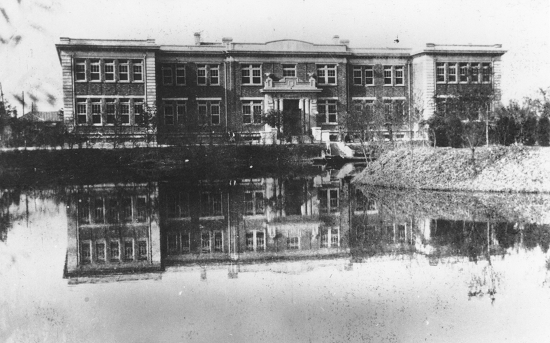
李纯捐建的秀山堂，南开大学经济研究所早期曾在此办公

### 成立初期
1926年，何廉在美国耶鲁大学取得经济学博士学位后回到中国，同时受到南开大学校长张伯苓和中华教育文化基金会社会调查部负责人陶孟和的聘请邀约。陶孟和邀请何廉出任美国庚款管理机构中华教育文化基金会社会调查部研究导师。何廉在婉拒陶孟和的邀约后，受其启发，向南开大学校长张伯苓提议设立一个独立不隶属于任何学科的研究机构，得到张伯苓的支持。
1927年9月10日，由何廉提议，在校长张伯苓支持下，南开大学社会经济研究委员会成立，办公地点设在八里台的秀山堂，是南开大学经济研究所的前身，何廉担任委员会的主任导师。因为定位为专门的研究机构，该委员会最初阶段的任务主要围绕於收集与中国经济有关的中外文书刊及各种文字写成的经济资料、汇集整理编成《南开中国经济文集》和经济统计资料的编制与分析两方面工作展开。1928年12月，何廉的大学同学方显廷在美国耶鲁大学取得经济学博士学位后回到上海，被国民政府实业部任命为国家经济访问局局长。何廉亲自到上海，劝说方显廷到南开大学任经济学教授从事学术和教育事业。1929年2月，方显廷正式受聘担任社会经济研究委员会研究主任。受方显廷的影响，委员会的研究工作开始转向以天津地区为重点的“中国工业化的程度与影响”的调査研究，在中国进行了第一次系统地进行社会经济调查研究工作，是中国最早的经济学实证研究。

### 发展繁荣时期

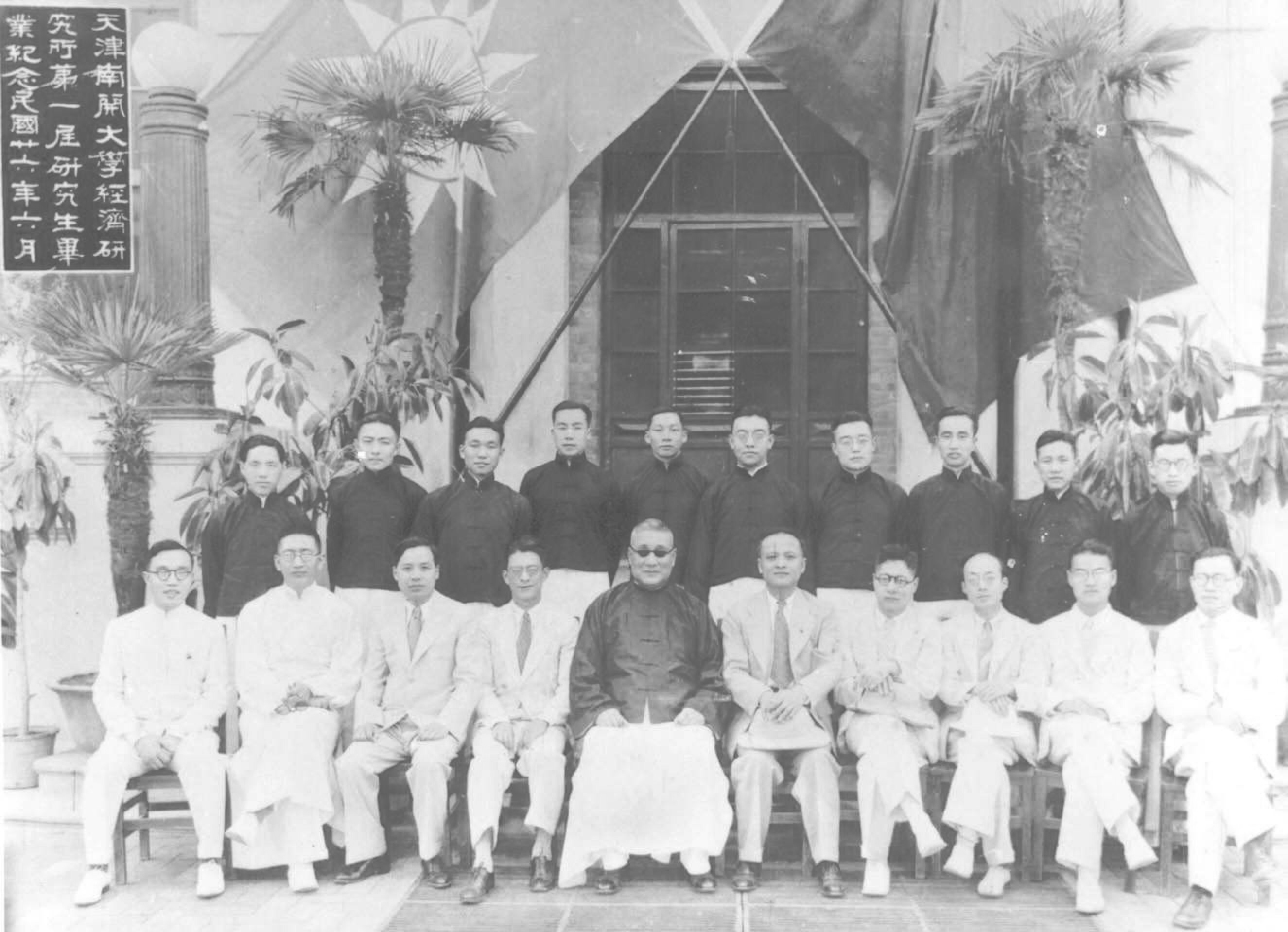
1937年张伯苓、何廉、方显廷等与南开大学经济研究所1935年首次招收的研究生毕业合影

1931年，南开大学社会经济研究委员会与文学院下设的经济系联合组建经济学院，社会经济研究委员会除经济领域学术研究外也开始兼顾教学职能。1931年起，南开大学经济研究所快速发展、成果丰硕、研究条件大幅改善。1934年春，国民政府教育部以“经济学院”名称不符合“大学组织法”的规定为由，不予南开大学经济学院备案并要求改组。于是南开大学不得以在对公行文中废除“经济学院”的名称，恢复商学院及各学系，并将原隶属于文学院的经济系改在商学院设置，同时根据教育部设立研究所的有关规定，另行设立“商科研究所经济学部”，即“南开经济研究所”，英文为Nankai Institute Of Economics，简称NKIE。但后来，南开大学并未完全执行教育部规定，在与教育部行文时相关称谓依据教育部的规章使用，但在事实上却仍保留沿用教育部未予备案“经济学院”和“南开经济研究所”的名称。同年《南开指数》创刊，因刊登反映当时中国经济的指数而受到国内外经济学界的关注。1935年7月，南开大学经济研究所开始招收研究生，是中国自主培养的并获得教育部承认的第一批经济学硕士。1935年，南开大学经济研究所与北京协和医学院、燕京大学、清华大学、金陵大学及中华平民教育促进会共六家机构联合成立“华北农村建设协进会”，何廉任协进会主席，方显廷任秘书长，洛克菲勒基金会提供资金支持。按照该会分工，南开大学经济研究所负责培养地方政府和财政、合作组织以及土地管理方面的人才。

### 抗日战争时期

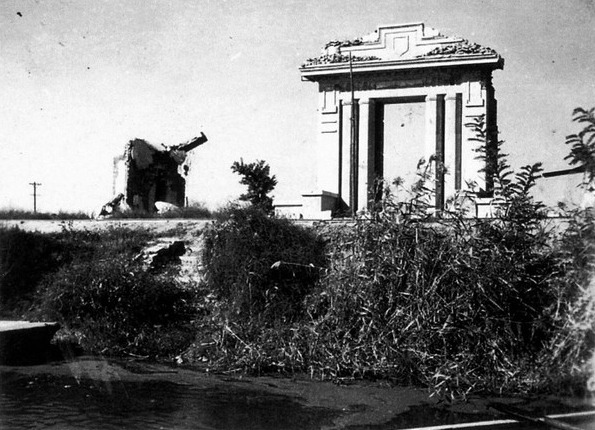
南开经济研究所所在的秀山堂被炸后的残迹

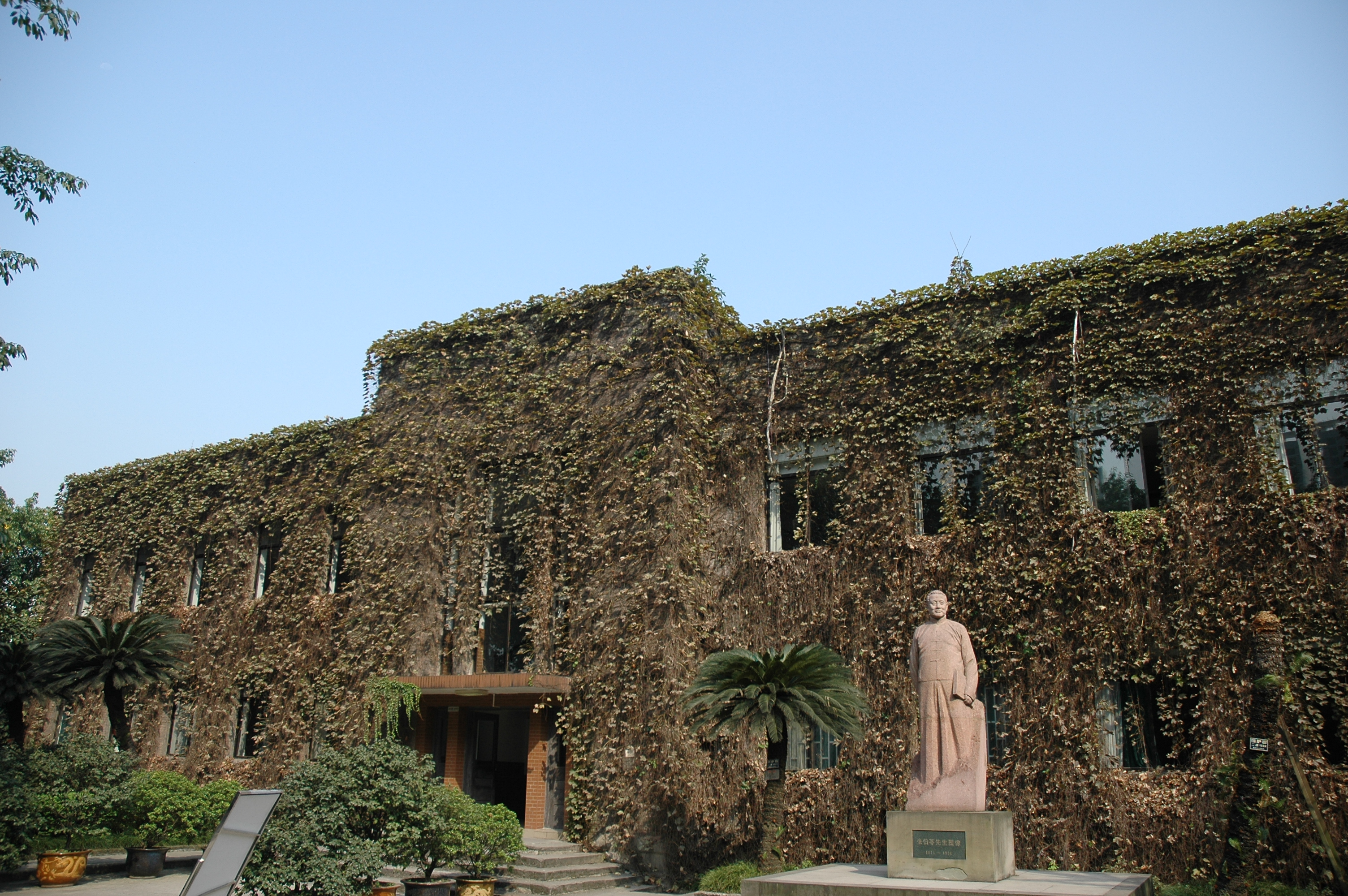
抗日战争时期，南开大学经济研究所南迁至重庆南开中学校园内

1936年，抗日战争前夕，校长张伯苓因担心南开大学遭到日军侵袭、对日军进行事先防范，在日军占领天津前，将南开大学经济研究所迁至重庆南开中学校内忠恕图书馆的底楼并将南开经济研究所十余年的积累的127箱、21000卷图书资料、调查研究材料也于日军炸毁南开大学前装箱南运，经香港、越南海防等地中转，耗时数年，最终于1940年运抵重庆。
1937年7月29日，日军轰炸南开大学，经济研究所办公地点秀山堂虽被毁，但师生无一人伤亡。南开经济研究所在南开大学参与组建国立西南联合大学后，曾更名国立西南联合大学研究院商科研究所经济学部。抗日战争前，南开大学经济研究所主导建立的华北农村建设协进会仍迁至贵阳并更名为中国农村建设协进会，由方显廷主持业务并邀请南开经济研究所的成员前往工作。1939年，由于贵阳遭到日军空袭，中国农村建设协进会的工作无法继续，何廉、方显廷商定将南开经济研究所迁往重庆。
1939年后，在重庆市沙坪坝重庆南开中学图书馆内南开经济研究所重新开始研究工作并恢复招收研究生，是南开大学各院系所中唯一迁至重庆的机构，仅在昆明设有南开经济研究所昆明办事处。1944至1945年，方显廷主持编制《（战后）第一期经济建设原则》和《第一期国家经济建设总方案物资建设五年计划草案（提要）》，这两项成果展现了南开经济研究所学人关于中国工业化的构想。

### 国共内战时期
1946年4月，蒋介石亲自签署了将私立南开大学变为国立大学的签呈。5月4日，国立西南联合大学举行结业典礼，7月31日宣布正式解散，南开大学各系所陆续返回天津复校。12月，南开经济研究所迁回天津。但因南开大学由私立大学改为国立大学，洛克菲勒基金会、太平洋国际学会等国外资助中断，经费短缺，研究工作受到限制。
1947年9月，为了保持研究所的人员实力，何廉、方显廷离开国民政府后，在金城银行董事长周作民和总行协理兼西南管辖行经理戴自牧帮助下，在上海新建立了一个独立的“中国经济研究所”，该所作为南开经济研究所的一个分支机构，由方显廷担任所长并主持出版经济学学术周刊《经济评论》，成员是南开经济研究所的老同亊和原经济研究所毕业的留学归国的学生。但持续时间不久，因国共内战和经济秩序混乱，中国经济研究所的各项研究工作无法持续开展，方显廷受邀赴联合国任职，致力于亚洲各国经济发展研究，而何廉在1948年受命赴天津担任南开大学代理校长。

### 1949年至今

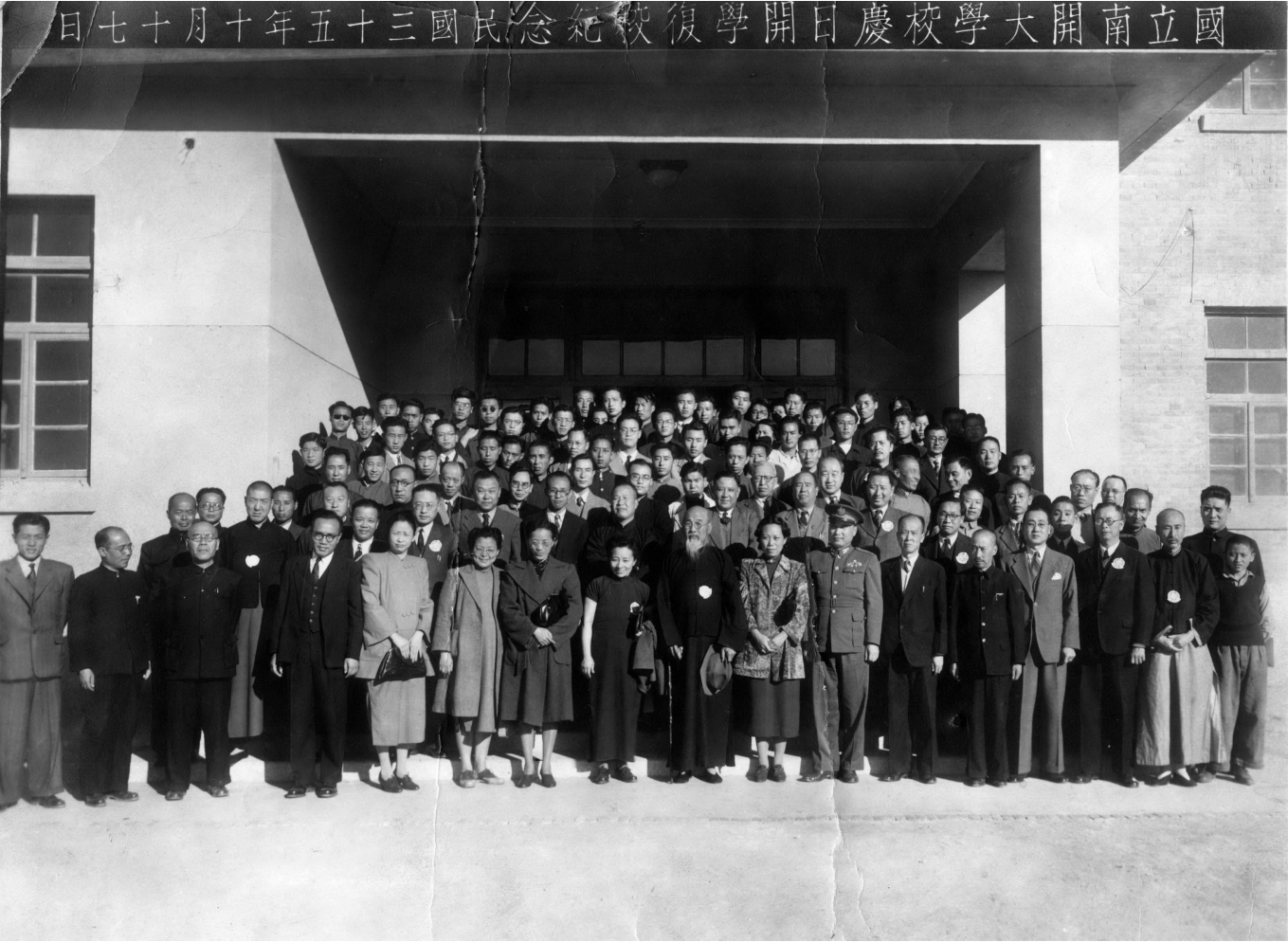
1946年10月17日，国立南开大学在津复校，经济研究所一并迁回天津

1949年以后，马克思主义政治经济学在中国大陆兴起，何廉、方显廷等创始人相继移居国外，加上昔日受到洛克菲勒基金会的海外机构资助，南开大学经济研究所在政治上受到打压和排挤，曾被勒令整顿，诸多科研教学人员受到不公待遇。1952年，高等学校院系调整之后，南开大学经济研究所一度暂时停办状态。1958年，在原南开经济研究所的基础上建立了中国科学院河北省分院经济研究所，但仍设立于南开大学校内。拆分后的中科院河北分院经济研究所仍与南开大学经济系保持学术交流，并多次举办学术交流会。
1959年5月，时任国务院总理周恩来到南开大学视察时，对南开经济研究所持基本肯定态度并询问：“何廉为什么不回来，可以回来嘛！”此后，周恩来在接见外宾时，曾托人问候并邀请何廉回国，而何廉则长期在美国哥伦比亚大学任教授到退休，直至在纽约病逝。1962年，中科院河北分院经济研究所准备停办，周恩来指示由南开大学重新接管，复名南开大学经济研究所，由曾经留学苏联莫斯科东方大学、莫斯科中山大学的季陶达教授任南开大学经济系主任兼任所长，南开大学教务长藤维藻教授和经济系副主任陶继侃教授兼任副所长，先后设立了社会主义经济、美国经济、大洋洲经济、中国近代经济史等四个研究室。1964年，南开大学经济研究所受国务院委托开展大洋洲经济研究，填补了中国大陆对该领域研究的空白。
文革期间，南开大学经济研究所的工作一度被迫中断。1971年10月，工农兵学员入学，南开大学经济研究所被第二次撤销，并入南开大学经济系，直至1973年之后经济研究所各研究室相继恢复研究工作。1976年12月出版的南开大学经济系与南开经济研究所合编的《政治经济学（社会主义部分）》（修订本）至1977年11月发行2.7万多册， 后来有人将它与《社会主义政治经济学》一起并列为“四人帮”的“帮书”。1978年7月正式与经济系分离，单独建立行政机构，时任校长滕维藻曾一度兼任所长。1979年12月，由南开大学经济研究所所长谷书堂教授主编的《政治经济学（社会主义部分）》正式出版，成为中国大陆北方各高校通用的经济学教科书，被称为“北方本”，该书突破了苏联教科书的框架、吸取当时理论界的最新研究成果并历经多次修订，在中国经济学科教育领域具有较高影响力。1984年，南开大学经济研究所承担了“计划价格形成问题”的国家重点研究课题项目，并获得博士学位授予权。1985年，前联合国总部高级经济专家桑恒康教授应邀在南开大学经济研究所创办运输经济专业，并于1987年6月在此基础上成立了南开大学交通经济研究所。1987年11月，南开大学经济研究所的世界经济学科单独成立南开大学国际经济研究所，同月，经济研究所被国家教育委员会评委十二个全国重点社会科学研究所之一。1988年，在中国地理学会人文地理专业委员会主任、地理学家鲍觉民的倡议下，南开大学经济研究所成立了经济地理研究室，是中国第一个在经济研究机构内设立的经济地理研究机构。

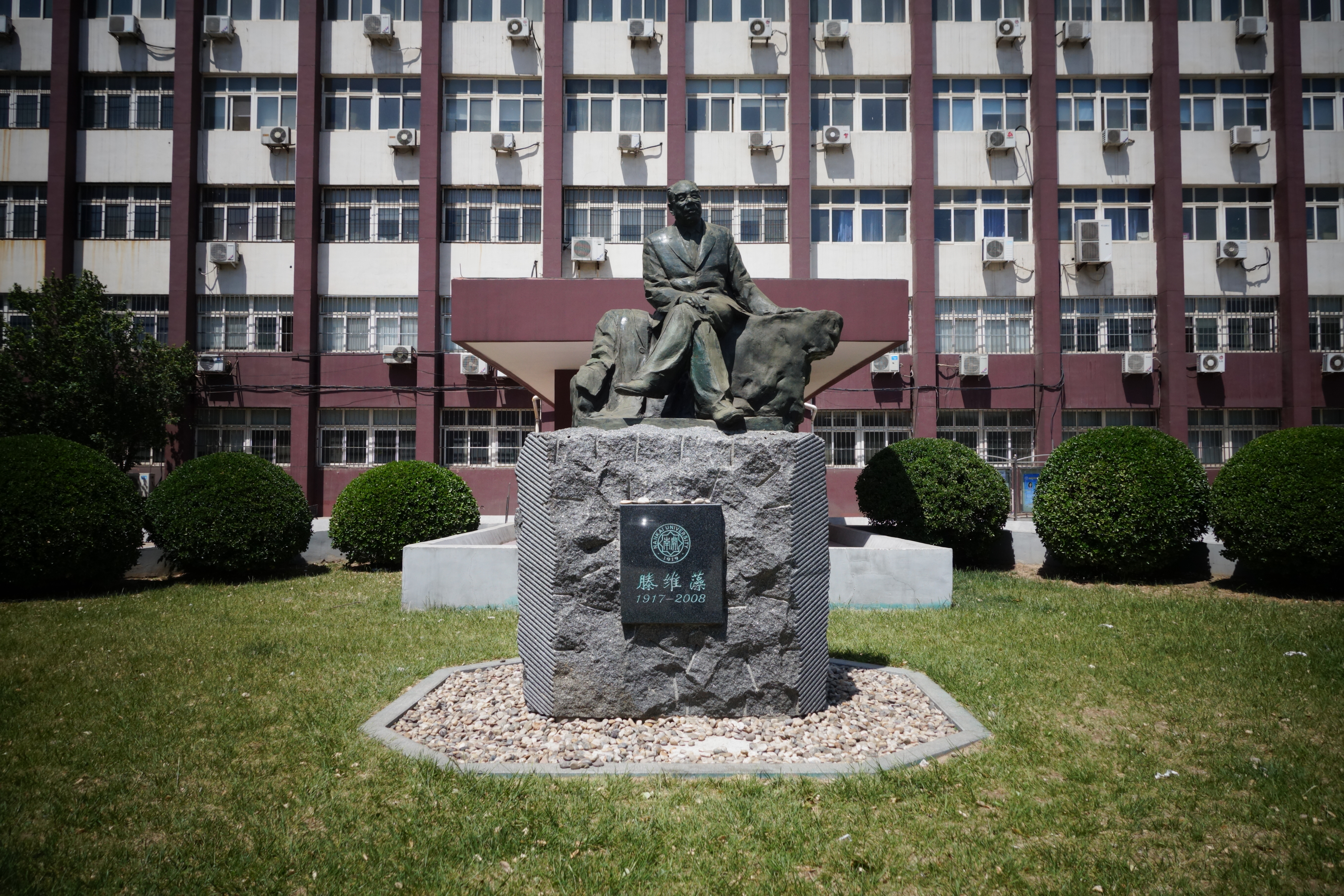
位于经济学院方楼前的南开大学原校长、南开大学经济研究所原所长滕维藻雕像

1994年至1998年期间，陈宗胜教授出任南开经济研究所所长，在任期间侧重于研究发展中国家经济转型与居民收入等相关问题。2002年，南开大学经济研究所城市与区域经济研究室拆分并独立成立城市与区域经济研究所。2008年起，南开大学经济研究所曾与潇湘晨报合作编制发布“南开·潇湘晨报指数”。2012年9月10日，南开大学经济研究所成立85周年时举办了相关庆祝活动。2017年10月，南开大学经济研究所原所长陈宗胜因“中国经济转型和发展中的收入分配理论”，获得第八届中国经济理论创新奖。

## 历任所长

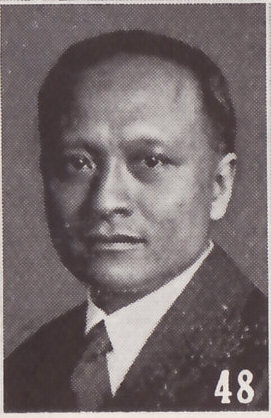
南开经济研究所创始人、经济学家何廉

1927年，南开大学校长张伯苓的支持下，南开大学经济研究所的前身南开大学经济社会研究委员会由耶鲁大学经济学博士何廉创办并任首任主任导师（负责人），1936年，何廉赴国民政府任职后，方显廷继任经济研所所长。最初的两任所长何廉、方显廷是南开大学经济研究所早期的代表性人物，二人因经济领域的学术贡献与马寅初、刘大钧并称“民国四大经济学家”，因意识形态等原因二人还一度很少进入大陆学术的视野。
1946年，陈序经接任南开大学教务长兼经济研究所所长，1948年7月序经赴岭南大学任校长后，经济地理学家鲍觉民任所长。1950年5月，南开大学校务委员会任命哈佛大学博士王赣愚接任南开大学财经学院院长兼任经济研究所所长，直至院系调整、划归中国科学院。1962年，南开大学经济研究所重新划归南开大学后，曾经留学苏联莫斯科东方大学、莫斯科中山大学的季陶达教授任南开大学经济系主任兼任所长，陶继侃任副所长。文革中，南开大学经济研究所再次被撤销，直至1978年恢复重建，钱荣堃任副所长。1979年，南开大学副校长滕维藻兼任所长。1981年，熊性美教授任经济研究所所长。1983年，南开大学经济学院重建后，谷书堂任首任院长并兼任经济研究所所长。1994年至1998年，陈宗胜担任所长。1998年，南开大学经济学院院长周立群兼任所长，此后柳欣继任所长。2013年10月柳欣病逝，此后所长一职悬空。2014年6月，南开大学经济研究所曾面向全球聘任所长。

## 学术研究
南开大学经济研究所在中国较早的开展了系统性的社会调查工作，自1927年编的南开价格指数是研究当时中国经济的重要参考指标，也是中国首个物价指数，具有较高影响力和学术价值。南开大学研究所的学者翻译了多部经济学著作引入中国，以西方经济学理论和统计学方法研究中国社会经济问题，初步促进了中国经济学的本土化，在南开大学招收和培养了中国最早的一批经济学研究生，形成了民国时期经济学研究中的南开学派，是公认的民国时期研究中国经济的权威机构。
在南开经济研究所创办初期，何廉认为，价格在经济学理论体系中是所有经济活动的中心所在。至于统计和编制物价指数则为“经济界之寒暑表”，以观察物价之趋势及“窥币值购买力之消长”，并“为国人经营商业之参考”。因此，1927年9月南开大学社会经济研究委员成立之初即决定把调研和编制津京冀批发物价指数作为研究工作的起点和切入点。随着南开经济研究所的壮大、人员的增加，研究范围不断扩大，收集、编制的指数不仅包括中国进出口贸易物量、物价指数、津沪外汇指数、天津上海对外汇率及外汇指数、上海内汇市价、上海银价输出输入数量指数、上海趸售物价指数及天津零售物价指数、上海重要商品市价指数、天津工人生活费指数、北平生活费指数、上海生活费指数、全国各重要市县工资指数、各重要城市工资指数，还包括战时重庆物价指数、重庆生活费指数、重庆公教人员收入指数、重庆地主、商人及工人生活费指数、战时华北工业生产指数等。相关指数至今仍然是研究当时的中国经济的重要资料，如1929年至1930年，英国经济史学家理查德·H·托尼在中国考察期间，利用南开大学社会经济研究委员会的资料和研究成果，撰写了著作《中国的土地和劳动》并在国际学术界引起关注。1933年，方显廷所著的《中国之棉纺织业》出版，是一部对中国当时最重要的现代工业部门之一的棉纺织业最从历史到现状进行全面系统研究并作了前瞻性分析的学术著作，开始提出“中古经济”的观点，认为: “至于经济原因，则因中国现在正当自中古经济制度蜕变至现代经济制度之过渡时期”日后，方显廷在《中国经济之症结与统制》论文中正式提出中古式和半殖民地式经济的概念，认为“我国经济之两大特征———中古式与半殖民地式”。1935年，何廉与李锐合著的教科书《财政学》，一经出版便成为全国各高校通行采用的经典教科书。2011年，商务印书馆在梳理中华百年学术经典时，将南开经济研究所学人于1930年代出版的《中国之棉纺织业》和《财政学》纳入了“中华现代学术名著丛书”的百年经典学术著作之列。1944至1945年，抗日战争结束前夕，方显廷受何廉之托对战后建设的经济问题进行研究，期间主持编制《（战后）第一期经济建设原则》和《第一期国家经济建设总方案物资建设五年计划草案（提要）》，这两项成果展现了南开经济研究所学人关于中国工业化的构想。
在近代经济史上，私立南开经济研究所因其学术成果丰硕而享有盛名，在一定程度上掌握了当时经济学界的“话语权”，并赢得了国内外学术界（如洛克菲勒基金会、国际太平洋学会等）、国民政府以及金城银行、久大精盐、永利碱厂等工商农等社会各界的支持与帮助。然而1949年以后，由于何廉、方显廷等南开经济研究所创始人曾在国民政府担任职务并在政权更替后移居国外，而研究所曾接受过美国洛克菲勒基金会的资助并与国民政府关系密切，南开大学经济研究所曾长期遭受政治上的冷遇。在1986年之前，中国大陆的绝大多数学术期刊不敢登与南开大学经济研究所有关的近代经济史的文章。1980年代开始，南开大学经济研究所承担了计划价格形成问题的相关国家重点课题，并牵头组织了多次学术研讨会。1990年代，时任所长陈宗胜等开始经济转型、收入分配等课题进行研究，并因此获得了2017年中国经济理论创新奖，陈宗胜等主编的《中国经济体制市场化进程研究》被认为张曙光等学者认为是中国市场化及其测度领域最具代表性的著作，该书的第一章《中国经济体制市场化进程》曾获得第2002年十届孙冶方经济学论文奖。

## 学术期刊
南开大学经济研究所早期的研究成果多发表于总部位于天津法租界内《大公报》的学术专刊以及1934年创刊的学术期刊《南开指数》。
1923年，南开大学社会经济研究委员成立的次年，便与《大公报》开始合作主办了学术专刊《大公报·统计周报》，此后先后更名为《大公报·经济研究周刊》《大公报·经济周刊》。1928年1月1日，《大公报·统计周报》创刊。第一期为“大公报新年增刊”，即京津商情统计特刊，开始几期不定期出版，自1928年1月30日起改为周刊，自1928年2月13日第六号起明列期号，至1928年12月31日，共出版52期。1930年3月3日，更名为《大公报·经济研究周刊》，以刊载统计数据为主，如平津金融市场和华北批发物价指数等，同时也刊载有关的经济研究论文，但最初并未载明论文作者，自1931年1月5日第四十五期起开始载明论文作者，至1931年2月23日满一年时终刊，共计52期。1931年3月1日，该刊再度更名为《大公报·经济周刊》，主要发表有关中国经济及世界经济的研究性论文、实地调查报告、统计数据之分析及书评等。抗日战争爆发日军占领天津、南开大学南迁后，该刊于1937年7月21日停刊。
1928年起，南开大学经济研究所曾长期出版英文学术期刊《南开经济与社会季刊（英語：Nankai Social and Economic quarterly）》。1934年10月，南开经济研究所在长期调查编制社会经济数据的基础上创办学术期刊《南开指数年刊》，该刊因连续登载反映当时中国经济的指数而受到国内外经济学界的关注，1944年，该刊更名为《南开统计周报》。1947年，何廉、方显廷曾在上海短暂出版过学术期刊《世纪评论》《经济评论》，后因时局原因停止。

## 研究经费

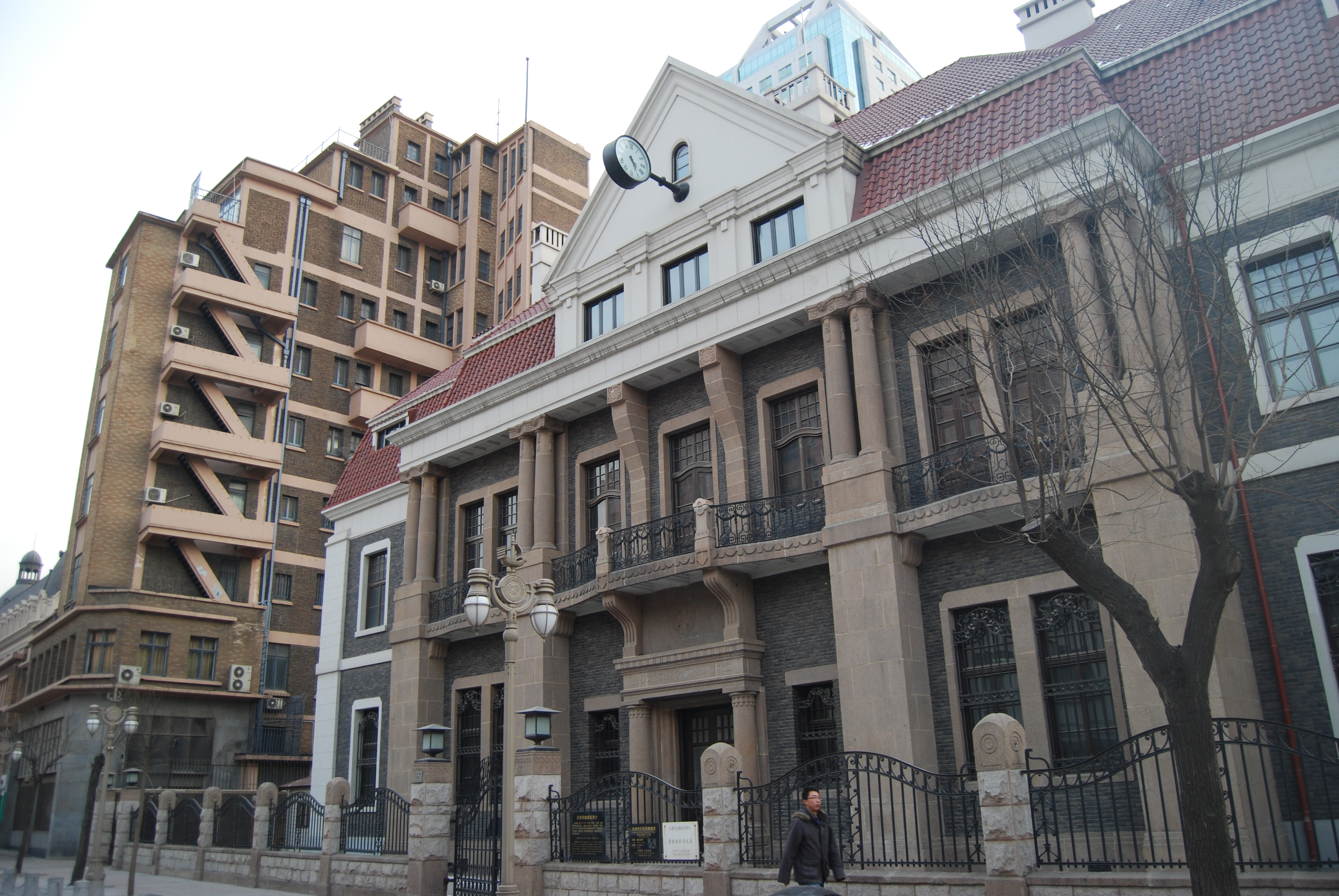
曾长期资助南开大学经济研究所的金城银行

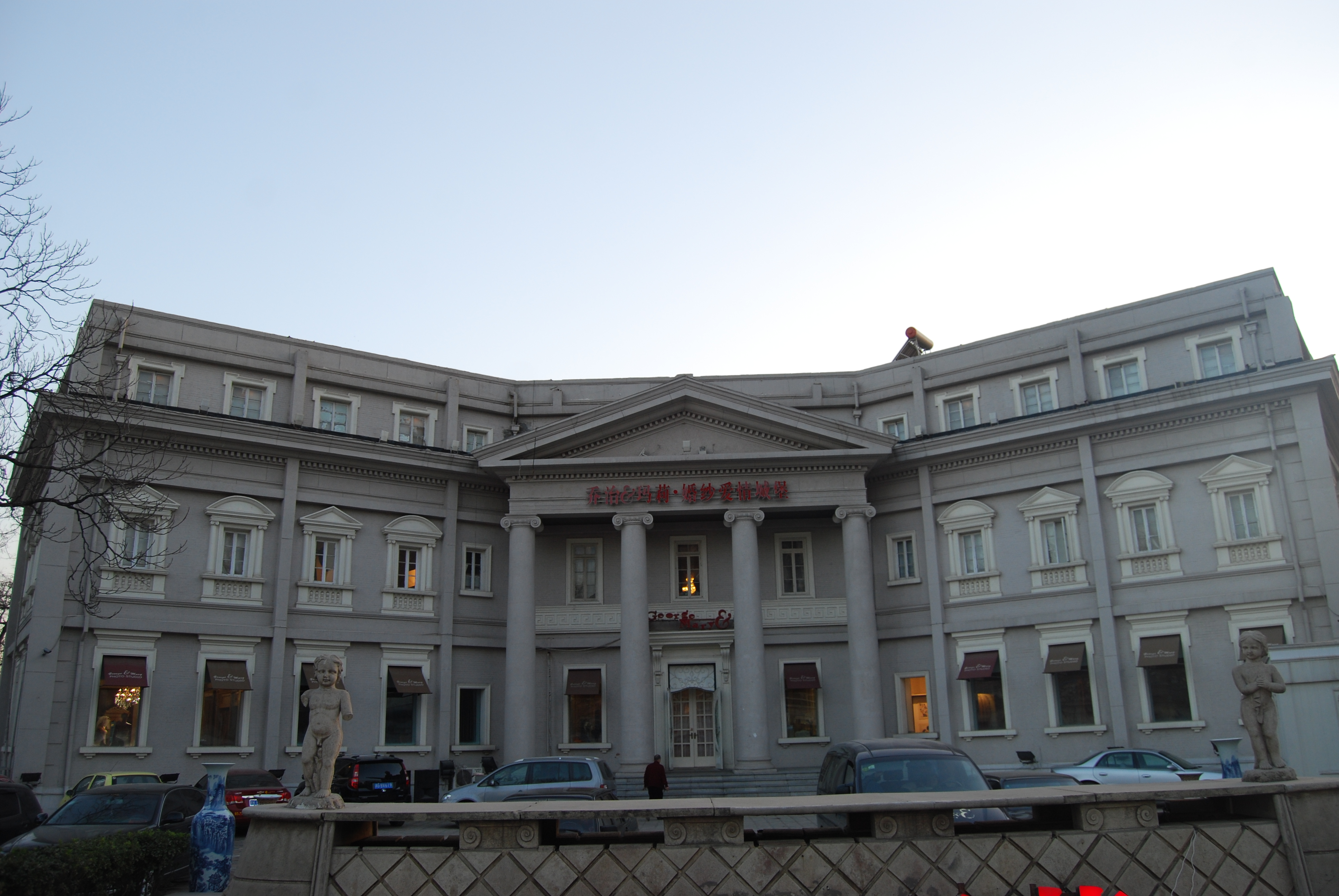
曾经长期资助南开大学经济研究所的久大精盐

南开大学社会经济研究委员会创立伊始，研究经费极为紧张。在创立时，南开大学学校层面拨付启动资金5000元，中华教育文化基金会赞助4000元，何廉把导师欧文·费雪赠送他的500美元投入创办经费，随后太平洋国际学会首期资助了2000美元。在1931年至1937年间，南开大学经济研究所快速发展、成果丰硕、研究条件大幅改善。但由于研究范围的扩大，研究经费依旧紧张，但融资渠道较为多元化。经济学院日常开，研究资金的缺口主要依靠金城银行、盐业银行、大陆银行、中南银行等“北四行”以及久大精盐公司、永利碱厂等企业资助，洛克菲勒基金会曾给予南开经济研究所一笔1932至1937年为期五年的研究经费，约定每年资助南开大学经济研究所15000美元的项目研究补助，解决了全所年度资金缺口的三成，此外还资助该所每年1至2名研究人员赴英美等发达国家进行学术深造。
抗日战争时期，由于时局动荡，南开大学遭到日军炸毁并前往重庆等地区，南开经济研究所也随之搬迁，只是这一时期的研究经费极为紧张短缺。除太平洋国际学会、洛克菲勒基金会专题调研有限补助外，豫丰纱厂、裕华纱厂、中国植物油料厂、天府煤矿、庆新纱厂等工矿企业先后资助过研究所，张伯苓、何廉也曾向政府索要研究经费。1942年4月，蒋介石训令教育部：“私立南开大学校长张伯苓呈，为该校经济研究所本年度经费万分支绌，请准予续拨补助制10万元一案：准予照拨。”南开大学成为国立大学后，洛克菲勒基金会等机构停止了资助经费，南开大学经济研究所的经费主要依赖学校层面的拨款。

## 藏书

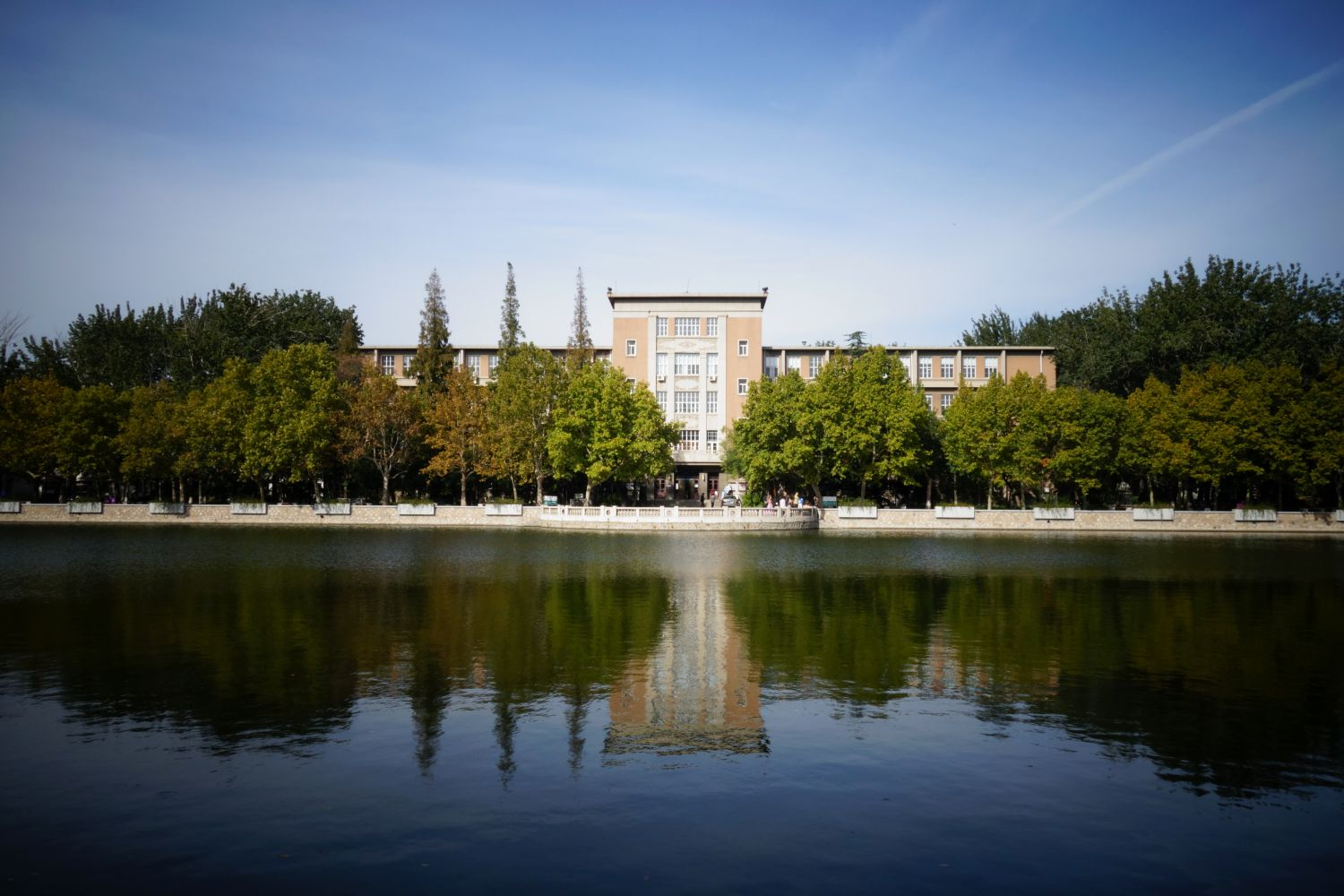
南开大学经济研究所的收集的图书期刊等资料现由南开大学图书馆馆藏

在1931年起，南开大学经济研究所快速发展，在藏书方面也颇具规模。据1931年底统计，经济类书籍达3000余部，经济类期刊达100余种。在日军占领天津前，南开经济研究所十余年的积累的127箱、21000卷图书资料、调查研究材料也于日军炸毁南开大学前装箱南运，经香港、海防等地中转，耗时数年，最终于1940年运抵重庆，并于1946年南开大学返回天津复校时运回天津八里台，由南开大学图书馆专职保管。1997年，由南开大学图书馆馆藏并统计的南开大学经济研究所藏书共有中文图书7800册，西文图书8726册，日文图书718册，以经济类图书为主，绝大部分为1949年以前所收藏，部分已经绝版或成为孤本。